# Illiza Sa'aduddin Djamal
Illiza Sa'aduddin Djamal, née le 31 décembre 1973 à Banda Aceh (Indonésie), est une femme politique indonésienne. 

## Carrière politique

### Maire de Banda Aceh

#### Couvre-feu partiel pour les femmes
Le 4 juin 2015, elle émet une directive interdisant à certains établissements (restaurants, clubs sportifs, cybercafés et attractions touristiques) d'embaucher et de recevoir des femmes après 23 heures si ces dernières ne sont pas accompagnées de leur mari ou d'un ou plusieurs maharim. Elle justifie cette directive (qui interdit par ailleurs aux enfants de se trouver dans des lieux publics sans être accompagnés après 22 heures) par une volonté de combattre le harcèlement sexuel et l'exploitation des femmes. 

### Députée d'Aceh

#### Projet de loi pour interdire les boissons alcoolisées
En novembre 2020, Illiza Sa'aduddin Djamal dépose avec dix-sept autres parlementaires du PPP, du PKS et du Gerindra, un projet de loi (Rancangan Undang-Undang) visant à interdire la production, la distribution, le stockage et la consommation d’alcool à l'échelle nationale (sauf aux exceptions prévues à l'article 8 de ce dernier à savoir essentiellement les rituels religieux, le tourisme et la médication) sous peine d'amende ou d'emprisonnement,,. Illiza justifie le projet de loi en citant le verset 90 de la sourate 5, Al-Ma'ida, et le premier paragraphe de l'article 28H de la constitution de l'Indonésie qui dispose que « Chacun a le droit de vivre dans la prospérité physique et spirituelle, d'avoir un logement, et de jouir d'un environnement bon et sain, ainsi que le droit d'obtenir des soins médicaux. ».